# Aulikares
Els Aulikares (sànscrit: औलीकर: sànscrit: औलीकर) foren un clan indi antic. Dues cases reials que pertanyen a aquest clan van governar sobre la actual regió de Malwa occidental a Madhya Pradesh del 350 al 550.
Les descobertes epigràfiques han portat a la llum dues cases reials distintes, que s'anomenen Aulikares i governaven a Dashapura (moderna Mandsaur). La primera casa reial que va governar Dashapura va comprendre els reis següents en l'ordre de successió: Jayavarma, Simhavarma, Naravarma, Vishvavarma i Bandhuvarma. La inscripció en llosa de pedra de Risthal descoberta el 1983 ha permès descobrir una altra casa reial que va comprendre els reis següents en l'ordre de successió: Drumavardhana, Jayavardhana, Ajitavardhana, Vibhishanavardhana, Rajyavardhana i Prakashadharma, que va derrotar el heftalita Toramana. Amb tota probabilitat, Yashodharma Vishnuvardhana també va pertànyer a aquesta casa i fou el fill i successor de Prakashadharma. Yashodharma va derrotar el heftalita Mihirakula i va alliberar la regió de Malwa dels Hunes. Els govern dels Aulikares sobre Malwa va acabar amb ell.

## Origen dels Aulikares
Res és esmentat a les inscripcions sobre l'origen dels Aulikares o els Olikares (com són esmentats en la inscripció del rei Naravarma a Bihar Kotra). Basat en el fet que van utilitzar el calendari Malava Samvat en preferència a l'ús de l'era Gupta en totes les seves inscripcions malgrat que la primera casa reial Aulikara fou feudatària dels Guptes, un historiador, D.C. Sircar va assumir que pertanyien al clan dels Malaves. Aquest clan es va establir a la regió de Dasheraka (moderna Malwa occidental) en el curs de la seva migració des del nord-oest. La seva opinió va tenir el suport de K.K. Dasgupta i K.C. Jain.

## La primera casa reial
La informació més antiga pel que fa a la primera casa reial és derivada de dos inscriptions del rei Naravarma, una a Mandsaur, datades en Malava Samvat 461 (any 404) i una altra a Bihar Kotra datada en Malava Samvat 474 (any 417). El fundador d'aquesta dinastia fou Jayavarma. Va ser succeït pel seu fill, Simhavarma, que és esmentat com a Kxitisha (rei). El seu fill i successor Naravarma és esmentat com a Parthiva (rei) i Maharaja. El seu epítet era Simhavikrantagami (un que es mou amb les passes d'un lleó). Naravarma va ser succeït pel seu fill Vixvavarma, que és esmentat en la inscripció de la pedra de Gangdhar datada en Malava Samvat 480 (any 423). La inscripció en pedra de Gangadhara enregistra la construcció d'un temple Matrika (dedicat a diverses deesses) pel seu ministre Mayurakshaka. El mateix Mayurakshaka també va construir un temple dedicat a Vixnu. Vishvavarma va ser succeït pel seu fill Bandhuvarma, qui és elogiat pel poeta Vatsabhatti en la inscripció de pedra del Mandsaur del gremi de teixidors de seda datada en Malava Samvat 529 (any 473). Aquesta inscripció ens informa que era un feudatari de l'emperador Gupta Kumaragupta I. Durant el seu regnat es va construir un temple dedicat a Surya per part del gremi dels teixidors de seda a Dashapura al Malava Samvat 493 (any 436). Aquest temple fou renovat el 473 pel mateix gremi.

## El període intermedi
La història de Dashapura és desconeguda després de Bandhuvarma. La inscripció de Mandsaur datada en Malava Samvat 524 (any 467), escrita per Ravila, esmenta un rei de Dashapura anomenat Prabhakara, que va derrotar els enemics dels Guptes. Dattabhata era el comandant del seu exèrcit, les donacions del qual al Lokottara Vihara (temple) són enregistrades en aquesta inscripció. Aviat després de Prabhakara, un altre casa reial Aulikara va pujar al poder, com se sap per la inscripció de Risthal. La relació exacta entre aquestes dues cases reials no és segura.

## La segona casa reial
Una inscripció en una llosa de pedra que es va descobrir el 1983 a Risthal prop de Sitamau, ha portat a la lluma aquesta segona casa reial que pertany a la família Aulikara. Aquesta inscripció està datada en Malava Samvat 572 (any 515) i fou escrita pel poeta Vasula, fill de Kakka, en sànscrit. L'escriptura emprada és la tardana escriptura Gupta Brahmi, paleogràficament assignable als segles V-VI. A diferència de la casa reial més antiga, aquesta casa reial mai va ser feudataria dels Guptes. La inscripció de Risthal esmenta a Drumavardhana com el fundador d'aquesta casa. Va assumir el títol, Senapati. Va ser succeït pel seu fill Jayavardhana, que va manar un exèrcit formidable. El va succeir el seu fill Ajitavardhana. Segons la inscripció de Risthal va estar constantment compromès en celebrar sacrificis a Soma (la LLuna). Ajitavardhana va ser succeït pel seu fill Vibhishanavardhana que és elogiat a la inscripció de Risthal per les seves qualitats nobles. El fill i successor de Vibhishanavardhana, Rajyavardhana, va expandir el seu regne ancestral. Rajyavardhana va ser succeït pel seu fill Prakashadharma.

### Prakashadharma
Prakashadharma fou un rei notable d'aquesta dinastia, que va assumir el títol, Adhiraja. La inscripció de Risthal ens dona informació sobre els seus èxits. Enregistra la construcció d'un tanc d'aigua i un tempe de Xiva a Risthal per part de Bhagavaddosha, un Rajasthaniya (virrei) de Prakashadharma. Aquesta inscripció esmenta que Prakashadharma va derrotar el governant Huna Toramana, va saquejar el seu campament i es va emportar les dames del seu harem. El tanc construït a Risthal durant el seu regnat va ser anomenat com Vibhishanasara en honor del seu avi. Ell també va construir un temple dedicat a Brahma a Dashapura. Durant l'excavació a Mandsaur el 1978 per un equip de la Universitat Vikram de Ujjain, dirigit per V.S. Wakankar, es van trobar els seus dos segells de vidre amb la llegenda Shri Prakashadharma. És altament probable que fos succeït pel seu fill Yashodharma Vishnuvarma.
Un fragment no datat de una inscripció a Mandsaur proporciona el nom d'un sobirà governant, Adityavardhana i el seu feudatari Maharaja Gauri. Adityavardhana ha estat recentment identificat amb Prakashadharma pel historiador Ashvini Agarwal. La inscripció de Chhoti Sadri datada en Malava Samvat 547 (any 490) i escrita per Bhramarasoma, fill de Mitrasoma, subministra una genealogia del governant feudatari d'Adityavardhana, Maharaja Gauri. El primer governant d'aquesta família Manavayani kxatriya fou Punyasoma. Va ser succeït pel seu fill Rajyavardhana. Rashtravardhana fou el fill de Rajyavardhana. El fill i successor de Rashtravardhana fou Yashogupta. El darrer governant d'aquesta família, Gauri, era fill de Yashogupta. Va excavar un tanc d'aigua a Dashapura pel mèrit de la seva mare difunta. Aquesta inscripció també esmenta el nom d'un príncep, Gobhata però la seva relació amb Gauri no és coneguda.

### Yashodharma
El rei més prominent d'aquesta dinastia fou Yashodharma Vishnuvardhana. Les inscripcions bessones de dos pilars de la victòria de Yashodharma a Mandsaur, no datades (trobades a Sondani, a prop de la moderna ciutat de Mandsaur) i una inscripció en pedra datada en Malava Samvat 589 (any 532) enregistren els seus èxits militars. Totes aquestes inscripcions foren publicades per John Faithfull Fleet el 1886. Las inscripcions no datades dels pilars foren escrites pel ja esmentat poeta Vasula, fill de Kakka, que diu que els seus peus foren adorats pel governant Huna Mihirakula (o sigui que després de derrotar-lo el cap huna es va postrar als seus peus i es va sotmetre al rei). També esmenta que els seus feudataris de la proximitat del riu Lauhitya (Brahmaputra) a l'est, de les muntanyes Mahendra (Ghats orientals) al sud, fins al Himalaia al nord i el Paschima Payodhi (mar d'Aràbia) a l'oest van venir a la capital del seu imperi per pagar tribut i retre homenatge. Va assumir els títols de Rajadhiraja i Parameshvara. La inscripció datada de Yashodharma (del 532) ens informa que el 532, Nirdosha, el seu Rajasthaniya (virrei) governava l'àrea entre els Vindhyes i el Pariyatras (Aravalis) i la seva seu era Dashapura. Probablement el govern dels Aulikares va acabar amb Yashodhrma.

## Successors dels aulikares
Una inscripció fragmentària i sense data d'un fins ara desconegut governant anomenat Kumaravarma va ser trobada per Girija Shankar Runwal durant l'excavació de Mandsaur feta per l'equip de la Universitat Vikram d'Ujjain el 1979, en els fonaments d'un edifici. Aquesta inscripció, paleogràficament assignable a finals del segle V-primers del segle vi, enregistra una dinastia que comprèn quatre governants successius: Yajnadeva, Virasoma, el seu fill Bhaskaravarma i el seu fill Kumaravarma.Wakankar considera que eren aulikares i V. V. Mirashi considera que fou una dinastia separada que hauria derrotat i succeït als aulikares. Però cap d'aquestes teories ha rebut suport d'altres historiadors. Més probablement els Kalachuris van succeir als aulikares, ja que els reis kalchuris Krishnaraja i el seu fill Shankaragana apareixen governant sobre la mateixa regió immediatament després dels aulikares.

## Administració
Només tres càrrecs dels Aulikares són coneguts pels seus rècords epigràfics: el Senapati (comandant-en-cap), els Amatyas (ministres) i el Rajasthaniya (virrei). La naturalesa exacta de l'ofici del Rajasthaniya, el qual és esmentat en diverses inscripcions no queda clara. George Buhlar considera al Rajasthaniya com el virrei, i la seva opinió és majoritàriament acceptada. Sembla que l'ofici del Rajasthaniya dels Aulikaras esdevingué hereditari en la família Naigama des dels dies de Shashthidatta. El fill de Shashthidatta, Varaha, és identificat amb Varahadasa de la inscripció fragmentaria del seu net a Chittaurgarh; la identificació està feta pel historiador D.C. Sircar. El fill de Varaha, Ravikirti, era un amatya (ministre) sota Rajyavardhana. Va tenir tres fills amb la seva muller Bhanugutpa: Bhagavaddosha, Abhayadatta i Doshakumbha. Bhagavaddosha fou un Rajasthaniya sota Prakashadharma. El seu germà més jove Abhayadatta va ser designat Rajasthaniya després d'ell. La inscripció de Chiitaurgarh esmenta a Abhayadatta com a Rajasthaniya de Dashapura i Madhyama. La inscripció de Mandsaur datada en Malava Samvat 589 (any 532) descriu Abhayadatta com el Rajasthaniya' entre els Vindhyes i els Pariyatras. El seu nebot i fill de Doshakumbha, Nirdosha el va succeir com a Rajasthaniya de la mateixa regió. El germà gran de Nirodsha, Dharmadosha, era també un oficial d'alt-rang sota els Aulikares, però el seu càrrec exacte no és indicat.

## Art i arquitectura

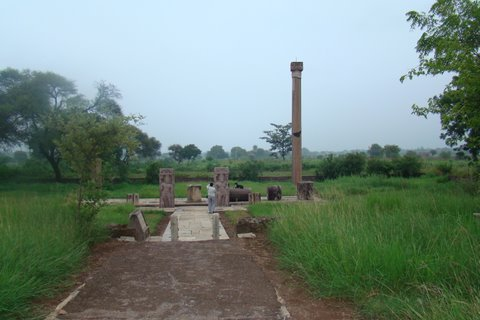
Un pilar de victòria de Yashodharma a Sondani, districte de Mandsaur

Els monuments més significatius que sens dubte pertanyen al període Aulikara són dos pilars de victòria de Yashodharma Vishnuvardhana, en peu, portant inscripcions del rei. Aquests dos pilars gairebé idèntics estan situats a Sondani, un suburbi al sud-est de Mandsaur, i estan fets d'arena. L'alçada de la columna sencera és 13,5 metres. La seva base quadrada és de 3,40 m d'alt i 1 m d'ample. La part superior te forma de campana i mesura 1,60 m d'altura. El pilar central mesura 16 metres i té forma rodona. Molt probablement hi hi havia una estàtua de coronació que no ha estat trobada.

## Primera dinastia Aulikara (vers 350-450)
- Jayavarma
- Simhavarma
- Naravarma
- Vishvavarma
- Bandhuvarma

## Segona dinastia Aulikara (vers 450-550)
- Drumavardhana
- Jayavardhana
- Ajitavardhana
- Vibhishanavardhana
- Rajyavardhana
- Prakashadharma (Prakashadharma Adityavardhana)
- Yashodharman (Yashodharma Vishnuvardhana) testimoniat 528 i 532

## Dinastia feudatària Manavayani (kxatriya)de Dashapura
- Punyasoma
- Rajyavardhana
- Rashtravardhana
- Yashogupta.
- Gauri
- Gobhata?